# 사이고촌 (미야자키현)
사이고촌(南郷村)은 미야자키현에 있던 촌으로, 히가시우스키군에 속했다.
2006년 1월 1일, 난고촌 및 기타고촌과 합병 (신설합병)해 미사토정이 되었기 때문에 지방자치단체로서 소멸하였다. 2014년 지 지역명인 사이고구가 되어 있었다.

## 역사
- 1889년 5월 1일 - 정촌제 시행에 수반해 히가시우스키군 사이고촌이 성립하였다.
- 2006년 1월 1일 - 난고촌, 기타고촌과 합병, 정으로 승격해 미사토정이 되었다.

## 교통

### 도로
- 국도 제327호선
- 국도 제388호선